# ГЕС Вірц
ГЕС Вірц (колишня Granite Shoals) — гідроелектростанція у штаті Техас (Сполучені Штати Америки). Знаходячись між ГЕС Buchanan (47,8 МВт, вище по течії) та ГЕС Марбл-Фоллс (32 МВт), входить до складу каскаду на річці Колорадо, яка впадає до Мексиканської затоки за сто двадцять кілометрів на південний захід від Х'юстона.
У межах проекту долину річки перекрили земляною греблею Alvin J. Wirtz висотою 36 метрів та довжиною 1674 метри, яка включає бетонний водоскид, що потребував 133 тис. м3 матеріалу. Вона утримує витягнуте по долині Колорадо на 34 км водосховище Lyndon B. Johnson з площею поверхні 25,3 км2 та об'ємом 164 млн м3, в якому припустиме вкрай незначне коливання рівня у операційному режимі між позначками 251,3 та 251,5 метра НРМ (у випадку повені цей показник може зростати до 252,4 метрів НРМ).
Пригреблевий машинний зал обладнано двома турбінами типу Френсіс загальною потужністю 60 МВт, які працюють при напорі 25 метрів. У 1952—1967 роках середньорічний виробіток станції становив 51 млн кВт-год електроенергії.